# Quijorna
Quijorna es un municipio y localidad española de la Comunidad de Madrid. El término municipal tiene una población de 4001 habitantes (INE 2024).

## Geografía
El municipio se encuentra situado en la zona oeste de la Comunidad, a unos 39 km de Madrid. Limita con el municipio de Brunete y Villanueva de la Cañada al Este, Navalagamella al Oeste, Valdemorillo al Norte y Villanueva de Perales al Sur. Está situado en la comarca denominada "Cuenca del Guadarrama".
Uno de los afluentes del Guadarrama pasa por Quijorna. Aproximadamente la mitad del término municipal de Quijorna está protegido dentro de la zona de protección denominada Zona de Especial Protección para las Aves (ZEPA). El municipio tiene una extensión de 25,73 km² y una altitud aproximada de 573 m sobre el nivel del mar.

## Historia
A mediados del siglo XIX, el lugar contaba con una población censada de 147 habitantes. La localidad aparece descrita en el decimotercer volumen del Diccionario geográfico-estadístico-histórico de España y sus posesiones de Ultramar de Pascual Madoz de la siguiente manera:

QUIJORNA: v. con ayunt. de la prov. y aud. terr. de Madrid (5 leg.) part. jud. de Navalcarnero (3), c. g. de Castilla la Nueva, dióc. de Toledo (12). sit. en un pequeño valle, la combaten todos los vientos en particular el N. y O.; el clima es templado y sus enfermedades mas comunes calenturas intermitentes. Tiene 47 casas de mediana construccion, la de ayunt. que á la par sirve de cárcel, escuela de primeras letras comun á ambos sexos dotada con 730 rs., y una igl. parr. (San Juan Evangelista) con curato de segundo ascenso y provision ordinaria; el cementerio está en parage que no ofende la salud pública, y los vec. se surten de aguas para sus usos de las de una fuente que hay en el térm.: éste confina N. Valdemorillo; E. Villanueva de la Cañada; S. Brunete, y O. Navalagamella y Perales de Milla; se estiende 1/2 leg. de N. á S., é igual dist. de E. á O., y comprende un monte de encina de 300 fan. de estension y diferentes prados con regulares pastos: le atraviesa un pequeño arroyo que se forma de las vertientes de los cerros, á cuyas marg. se encuentran algunos álamos negros: el terreno es de buena calidad. caminos: los que dirigen á los pueblos limítrofes en regular estado: el correo se recibe en la cab. del part. por balijero. prod.: trigo, cebada, avena, algarrobas, aceite, garbanzos, guisantes y frutas de buena calidad; mantiene ganado lanar, vacuno y de cerda, y cria caza de liebres, conejos y perdices. ind.: la agrícola, un molino de aceite y varios hornos de cal. pobl.. 42 vec., 147 alm. cap. prod.: 1.403,667 rs. imp.: 46,213. contr.: segun el cálculo general y oficial de la prov. 9'65 por 100.
(Madoz, 1849, p. 315)

En terrenos de esta localidad tuvo lugar parte del enfrentamiento de la llamada batalla de Brunete, desarrollada desde el 6 hasta el 25 de julio de 1937 durante la guerra civil española. Esta ofensiva, lanzada por el ejército de la República, tenía como objetivo disminuir la presión ejercida por las fuerzas sublevadas sobre Madrid y, al mismo tiempo, aliviar la situación en el frente Norte. Como consecuencia de los bombardeos, Quijorna fue totalmente destruida, a excepción de una parte de la iglesia que quedó en pie.
En octubre de 2013 Quijorna saltó a los medios de comunicación cuando su ayuntamiento, gobernado por Mercedes García (PP), organizó una exposición de la guerra y sobre sus acontecimientos, ya que allí tuvo lugar la batalla de Brunete.

## Demografía
Cuenta con una población de 4001 habitantes (INE 2024).
| Gráfica de evolución demográfica de Quijorna entre 1842 y 2021                                                        |
| |
| Población de derecho según los censos de población del INE. Población de hecho según los censos de población del INE. |

## Transporte y comunicaciones

### Red viaria
El término municipal de Quijorna está surcado por las siguientes carreteras:
- M-521: une Villanueva de la Cañada con Robledo de Chavela, pasando por Quijorna, Navalagamella y Fresnedillas de la Oliva;
- M-522: une la M-501 (también conocida como "carretera de los Pantanos") con Quijorna;

### Transporte público
| Línea | Recorrido                                  |
| ----- | ------------------------------------------ |
| 581   | Madrid (Príncipe Pío) – Brunete - Quijorna |

## Servicios

### Educación
En Quijorna hay dos guarderías (una pública y otra privada) y un colegio público de educación infantil y primaria llamado CEIP Príncipes de Asturias.

### Servicios sociales
La prestación de servicios sociales en Quijorna los realiza, desde 1991, la Mancomunidad de Servicios Sociales La Encina, que atiende de forma mancomunada a las localidades de Villanueva de la Cañada, Villanueva del Pardillo, Brunete y Quijorna.
La sede central se encuentra ubicada en Villanueva de la Cañada, en el centro cívico El Molino. Se presta atención social en esta sede para aquellas personas empadronadas en Villanueva de la Cañada y en las distintas dependencias habilitadas a tal fin en el resto de municipios. En Villanueva del Pardillo la sede está ubicada en el centro de mayores del municipio.